# Ervillers
Ervillers ist eine französische Gemeinde im Département Pas-de-Calais in der Region Hauts-de-France. Sie gehört zum Kanton Bapaume im Arrondissement Arras.

## Lage
Die Gemeinde Ervillers liegt am Südostrand des Artois, 15 Kilometer südlich der Innenstadt von Arras. Nachbargemeinden von Ervillers sind Boyelles im Norden, Saint-Léger im Nordosten, Mory im Osten, Béhagnies im Süden, Gomiécourt im Südwesten, Courcelles-le-Comte im Westen sowie Hamelincourt im Nordwesten.

## Bevölkerungsentwicklung
| Jahr                       | 1962 | 1968 | 1975 | 1982 | 1990 | 1999 | 2006 | 2014 | 2022 |
| -------------------------- | ---- | ---- | ---- | ---- | ---- | ---- | ---- | ---- | ---- |
| Einwohner                  | 402  | 398  | 386  | 390  | 434  | 449  | 383  | 406  | 389  |
| Quellen: Cassini und INSEE |      |      |      |      |      |      |      |      |      |

## Sehenswürdigkeiten

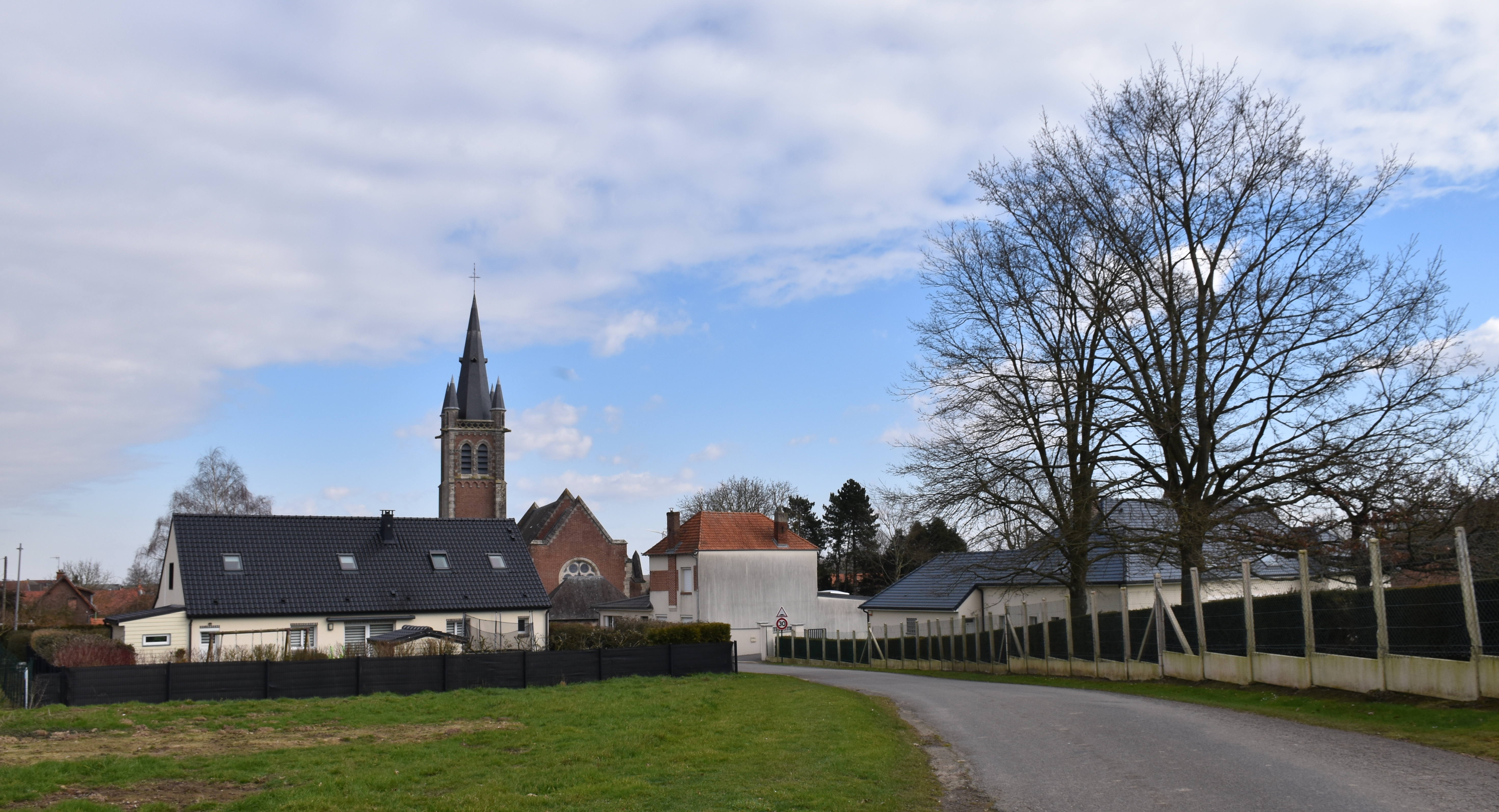
Kirche Saint-Martin
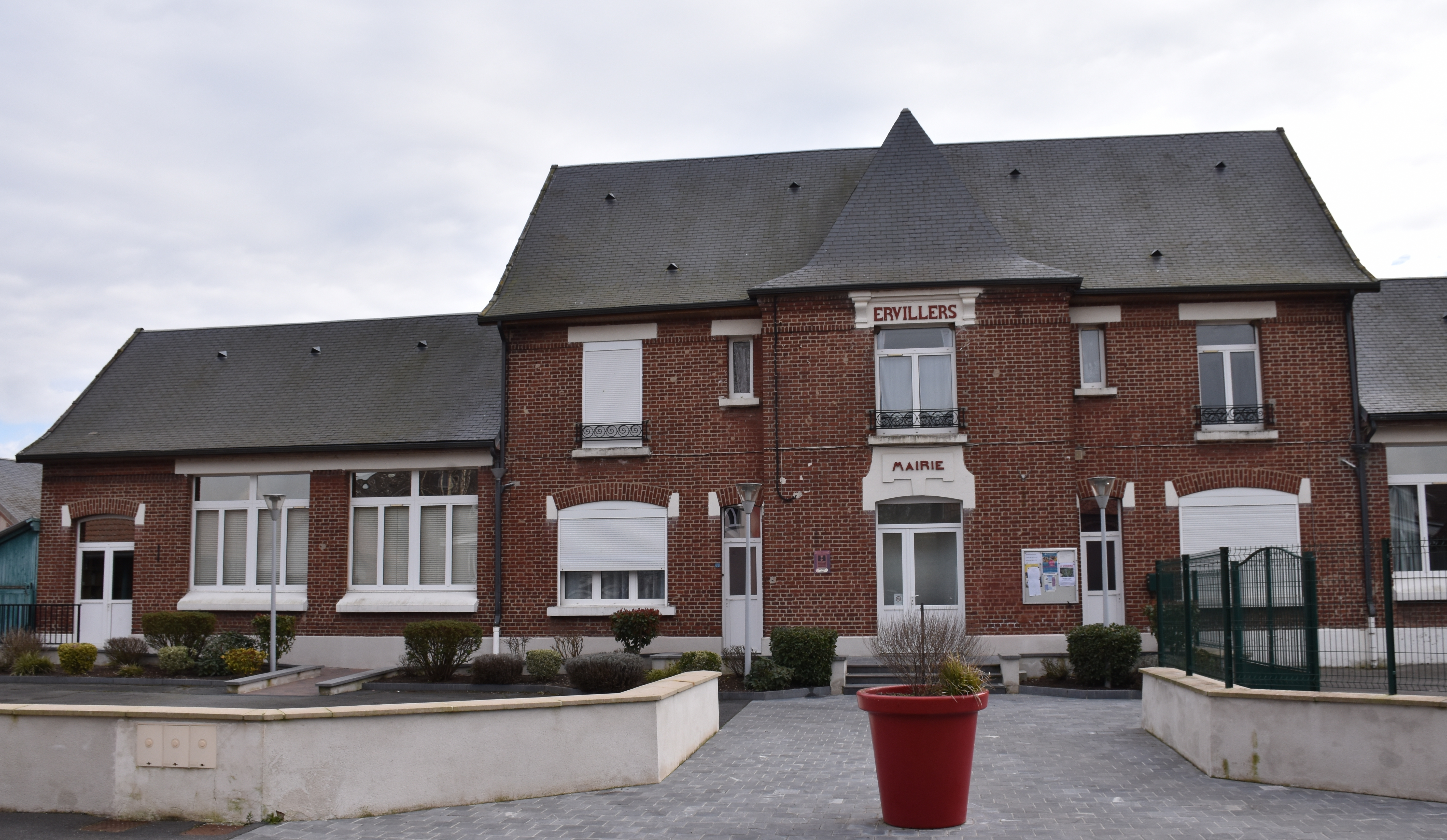
Mairie Ervillers
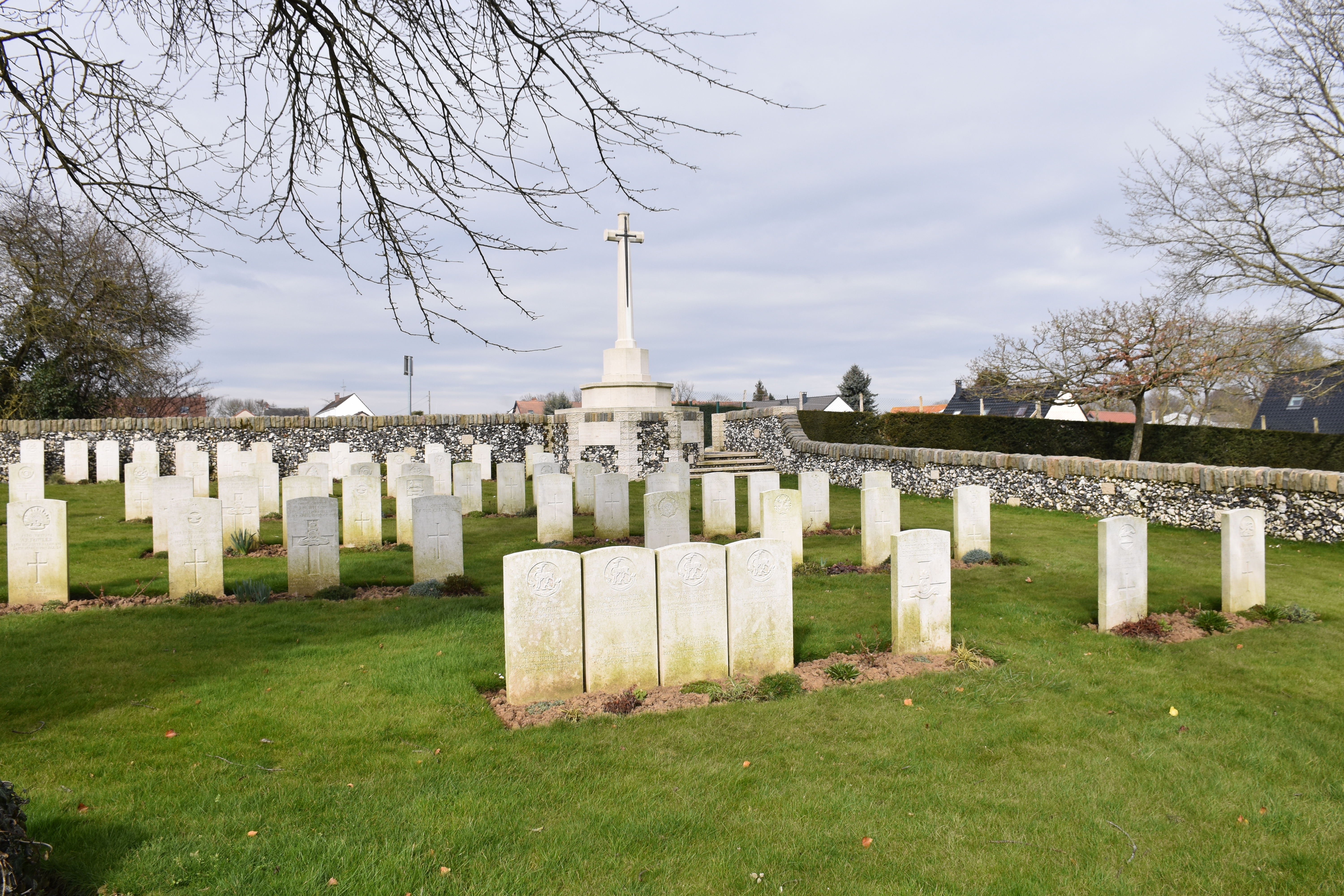
britischer Soldatenfriedhof

- Kirche Saint-Martin
- Mairie Ervillers
- Britischer Soldatenfriedhof